# The Priory School
Pour plus de détails, voir Fiche technique et Distribution.
The Priory School est un film britannique réalisé par Maurice Elvey, sorti en 1921.

## Fiche technique
- Titre original : The Priory School
- Réalisation : Maurice Elvey
- Scénario : William J. Elliott, d'après la nouvelle L'École du Prieuré d'Arthur Conan Doyle
- Direction artistique : Walter W. Murton
- Photographie : Germain Burger
- Montage : Leslie Britain
- Société de production : Stoll Picture Productions
- Société de distribution : Stoll Picture Productions
- Pays d'origine :  Royaume-Uni
- Langue originale : anglais
- Format : noir et blanc — 35 mm — 1,37:1 — Film muet
- Genre : Film policier
- Durée : trois bobines
- Date de sortie :
  - Royaume-Uni : avril 1921

## Distribution
- Eille Norwood : Sherlock Holmes
- Hubert Willis : Docteur Watson
- Madame d'Esterre : Mme Hudson
- Leslie English : Docteur Huxtable
- Charles Croker-King : Duc d'Holderness
- Irene Rooke : la Duchesse
- Tom Ronald : Reuben Hayes
- Patrick Key : Lord Saltire
- Cecil Kerr : Wilder